# Mycetaea ovulum
Mycetaea ovulum là một loài bọ cánh cứng trong họ Mycetaeidae. Loài này được Wollaston miêu tả khoa học năm 1861.